# Tenjen Sherpa
Tenjen Sherpa, ou Tenjin (Lama) Sherpa, est un himalayiste et guide népalais du peuple sherpa, né en 1987 ou 1988 à Makalu (en) dans le district de Sankhuwasabha et mort dans une avalanche sur le Shishapangma dans la ville-préfecture de Shigatsé, région autonome du Tibet en Chine, le 7 octobre 2023.
En 2022, il est embauché par l'agence Seven Summit Treks pour accompagner Kristin Harila dans sa tentative d'ascension des 14 sommets de 8 000 m. Il bat à cette occasion, avec Kristin Harila, le record de l'ascension la plus rapide des 14 sommets les plus hauts du monde avec un temps de 92 jours.